# Diadasia piercei
Diadasia piercei là một loài Hymenoptera trong họ Apidae. Loài này được Cockerell mô tả khoa học năm 1911.